# 1 euro
1 euro (1 €) è uno degli 8 tagli delle monete in euro. È una moneta bimetallica con l'interno realizzato in una lega di rame-nichel e l'esterno in una lega di nichel-ottone.

## Aspetto
Il bordo presenta sei segmenti alternati, tre lisci, tre finemente rigati.
Tutte le monete presentano una faccia comune detta rovescio e una specifica per ogni nazione chiamata dritto. Sul rovescio, opera di Luc Luycx (un artista e grafico belga vincitore del concorso europeo per il design delle nuove monete), è presente a sinistra il valore della moneta mentre sulla destra vi è un disegno raffigurante la mappa dell'Europa attraversata da 6 linee che uniscono 12 stelle. 
Il disegno richiama l'unità dell'Europa mentre le 12 stelle richiamano la bandiera europea.

## Facce nazionali
| Immagine | Paese                         | Autore                                         | Anno      |
| --- | ----------------------------- | ---------------------------------------------- | --------- |
| | Andorra                       | Jordy Puy                                      | 2014-     |
| Casa de la Vall |                               |                                                |           |
| | Austria                       | Josef Kaiser                                   | 2002-     |
| Il compositore Wolfgang Amadeus Mozart                                                                               |                               |                                                |           |
| | Belgio 1ª serie               | Jan Alfons Keustermans                         | 1999-2007 |
| Effigie di Re Alberto II e il suo monogramma reale                                                                   |                               |                                                |           |
| | Belgio 2ª serie               | Jan Alfons Keustermans                         | 2008      |
| Effigie di Re Alberto II e il suo monogramma reale                                                                   |                               |                                                |           |
| | Belgio 3ª serie               | Jan Alfons Keustermans                         | 2009-2013 |
| Effigie di Re Alberto II e il suo monogramma reale                                                                   |                               |                                                |           |
| | Belgio 4ª serie               | Luc Luycx                                      | 2014-     |
| Effigie di Re Filippo e il suo monogramma reale                                                                      |                               |                                                |           |
| | Bulgaria                      | ?                                              | 2026-     |
| Giovanni di Rila, patrono di Bulgaria                                                                                |                               |                                                |           |
| | Cipro                         | Tatiana Soteropoulos e Erik Maell              | 2008-     |
| L'Idolo di Pomos |                               |                                                |           |
| | Croazia                       | Jagor Šunde con David Čemeljić e Fran Zekan    | 2023-     |
| Una martora, sullo sfondo un motivo a scacchiera tratto dallo stemma della Croazia                                   |                               |                                                |           |
| | Estonia                       | Lembit Lõhmus                                  | 2011-     |
| Profilo dell'Estonia                                                                                                 |                               |                                                |           |
| | Finlandia 1ª serie            | Pertti Mäkinen                                 | 1999-2006 |
| Due cigni selvatici in volo sopra un paesaggio finlandese                                                            |                               |                                                |           |
| | Finlandia 2ª serie            | Pertti Mäkinen                                 | 2007      |
| Due cigni selvatici in volo sopra un paesaggio finlandese                                                            |                               |                                                |           |
| | Finlandia 3ª serie            | Pertti Mäkinen                                 | 2008-2010 |
| Due cigni selvatici in volo sopra un paesaggio finlandese                                                            |                               |                                                |           |
| | Finlandia 4ª serie            | Pertti Mäkinen                                 | 2011-     |
| Due cigni selvatici in volo sopra un paesaggio finlandese                                                            |                               |                                                |           |
| | Francia 1ª serie              | Joaquin Jimenez                                | 1999-2021 |
| L'albero della vita racchiuso in un esagono, con intorno il motto Liberté, Égalité, Fraternité                       |                               |                                                |           |
| | Francia 2ª serie              | Joaquin Jimenez                                | 2022-     |
| L'albero della vita racchiuso in un esagono, con all'interno il motto Liberté, Égalité, Fraternité                   |                               |                                                |           |
| | Germania                      | Heinz Hoyer e Sneschana Russewa-Hoyer          | 2002-     |
| Un'aquila araldica, tratta dallo stemma della Germania                                                               |                               |                                                |           |
| | Grecia                        | Georgios Stamatopoulos                         | 2002-     |
| Una civetta, animale sacro ad Atena, così com'era raffigurata in un'antica tetradracma ateniese del V secolo a.C.    |                               |                                                |           |
| | Irlanda                       | Jarlath Hayes                                  | 2002-     |
| La tradizionale arpa celtica                                                                                         |                               |                                                |           |
| | Italia                        | Laura Cretara                                  | 2002-     |
| L'Uomo Vitruviano di Leonardo da Vinci                                                                               |                               |                                                |           |
| | Lettonia                      | Guntars Sietiņš                                | 2014-     |
| Volto di una fanciulla lettone                                                                                       |                               |                                                |           |
| | Lituania                      | Antanas Žukauskas                              | 2015-     |
| Il Cavaliere Vytis, eroico cavaliere e simbolo nazionale                                                             |                               |                                                |           |
| | Lussemburgo                   | Yvette Gastauer-Claire                         | 2002-     |
| Effigie del Granduca Enrico                                                                                          |                               |                                                |           |
| | Malta                         | Noel Galea Bason                               | 2008-     |
| La croce di Malta |                               |                                                |           |
| | Principato di Monaco 1ª serie | Nicolas Cozon e Henri Thiébaud                 | 2001-2005 |
| I volti sovrapposti dei principi Ranieri III e Alberto II                                                            |                               |                                                |           |
| | Principato di Monaco 2ª serie | Sabrina Luoni                                  | 2006-     |
| Effigie del principe Alberto II                                                                                      |                               |                                                |           |
| | Paesi Bassi 1ª serie          | Bruno Ninaber van Eyben                        | 1999-2013 |
| Ritratto di profilo della Regina Beatrice                                                                            |                               |                                                |           |
| | Paesi Bassi 2ª serie          | Erwin Olaf                                     | 2014-     |
| Ritratto di profilo del re Guglielmo Alessandro                                                                      |                               |                                                |           |
| | Portogallo                    | Victor Manuel Fernandes dos Santos             | 2002-     |
| Sigillo reale del 1144                                                                                               |                               |                                                |           |
| | San Marino 1ª serie           | František Chochola e Ettore Lorenzo Frapiccini | 2002-2016 |
| Lo stemma di San Marino                                                                                              |                               |                                                |           |
| | San Marino 2ª serie           | Arno Ludwig                                    | 2017-     |
| La Seconda Torre (la Cesta)                                                                                          |                               |                                                |           |
| | Slovacchia                    | Ivan Řehák                                     | 2009-     |
| Lo stemma della Slovacchia (croce patriarcale sulle tre alture)                                                      |                               |                                                |           |
| | Slovenia                      | Miljenko Licul, Maja Licul e Janez Boljka      | 2007-     |
| Ritratto di Primož Trubar, con l'iscrizione (in sloveno arcaico) "STATI INU OBSTATI" ("Stare e rimanere" in sloveno) |                               |                                                |           |
| | Spagna 1ª serie               | Luis José Diaz                                 | 1999-2009 |
| Ritratto del re Juan Carlos I                                                                                        |                               |                                                |           |
| | Spagna 2ª serie               | Luis José Diaz                                 | 2010-2014 |
| Ritratto del re Juan Carlos I                                                                                        |                               |                                                |           |
| | Spagna 3ª serie               | Luis José Diaz                                 | 2015-     |
| Ritratto del re Filippo VI                                                                                           |                               |                                                |           |
| | Città del Vaticano 1ª serie   | Guido Veroi e Uliana Pernazza                  | 2002-2005 |
| Effigie di papa Giovanni Paolo II                                                                                    |                               |                                                |           |
| | Città del Vaticano 2ª serie   | Daniela Longo e Ettore Lorenzo Frapiccini      | 2005      |
| Stemmi del Cardinale Camerlengo e della Camera Apostolica                                                            |                               |                                                |           |
| | Città del Vaticano 3ª serie   | Daniela Longo e Ettore Lorenzo Frapiccini      | 2006-2013 |
| Effigie di papa Benedetto XVI                                                                                        |                               |                                                |           |
| | Città del Vaticano 4ª serie   | Patrizio Daniele e Maria Carmela Colaneri      | 2014-2016 |
| Effigie di papa Francesco                                                                                            |                               |                                                |           |
| | Città del Vaticano 5ª serie   | Daniela Longo e Maria Carmela Colaneri         | 2017-     |
| Stemma di Papa Francesco                                                                                             |                               |                                                |           |